# Verbouwing
Een verbouwing is een bouwkundige wijziging van een gebouw. Dit kan een uitbreiding zijn, maar ook een gewijzigde indeling. Zo is een bijkeuken aan een huis bouwen een verbouwing, maar ook het plaatsen van een nieuwe badkamer.
Een grondige verbouwing is een renovatie.